# Pyrenula thelomorpha
Pyrenula thelomorpha är en lavart som beskrevs av Tuck. Pyrenula thelomorpha ingår i släktet Pyrenula och familjen Pyrenulaceae.   Inga underarter finns listade i Catalogue of Life.